# Roger Rychen
Roger Rychen (* 6. November 1991) ist ein aktiver Schweizer Schwinger.

## Karriere als Schwinger
Die grössten Erfolge feierte er bisher mit den drei Gewinnen eines Eidgenössischen Kranzes an den Eidgenössischen Schwing- und Älplerfesten in Estavayer-le-Lac 2016, in Zug 2019 und in Pratteln 2022.
Daneben weist er den 1. Rang am Zürcher Kantonalschwingfest 2022 in Ossingen, Schlussgangteilnahmen am Schaffhauser Kantonalschwingfest 2013, am Bündner-Glarner Schwingfest 2014/2017 und 2018, am Zürcher Kantonalschwingfest 2017, am St. Galler Kantonalschwingfest 2018, am Glarner-Bündner Schwingfest 2021 sowie am Schwägalp-Schwinget 2022 auf. Insgesamt konnte er bisher 16 regionale Festsiege feiern (Hallenschwinget Niederurnen 2014/2015/2016/2017/2018/2020 Bergschwinget Klöntal 2014/2017/2018/2019/2022 Berchtold-Schwinget Zürich 2015, Eschenberg-Schwinget 2015, Gibel-Schwinget 2016/2017, Rapperswiler Verbandsschwingfest 2017, Herbstschwinget Siebnen 2017, Lichtmess-Schwinget 2018).
Rychen hat bisher (Dezember 2022) 63 Kränze gewonnen: 3 Eidgenössische, 39 kantonale (10 GR/GL, 10 GL/GR, 4 TG, 6 ZH, 3 SG, 2 SZ, 2 SH, 2 AR), 10  Teilverbands- (8 NOSV, 1 SWSV, 1 NWSV) und 11 Bergkränze (3 Rigi, 4 Schwägalp, 1 Schwarzsee, 1 Stoos, 1 Brünig, 1 Weissenstein).
In der offiziellen Jahrespunkteliste des Eidgenössischen Schwingerverbands belegte Rychen 2019 den 28. Rang.

## Leben
Rychen stammt aus dem Glarnerland. Wohnhaft ist der Sennenschwinger in Glarus in der Gemeinde Glarus .
Er ist 190 cm gross und weist ein Kampfgewicht von 110 kg auf. Rychen ist verheiratet mit Nicole geb. Steiger (sein Trauzeuge war der Schwinger Samir Leuppi), arbeitet als Maschinist bei einem Lohnunternehmen und gehört dem Nordostschweizer Schwinger-Verband an.